# Polcevera
Il Polcévera (Pûçéivia o Ponçéivia in ligure) è un torrente il cui corso si sviluppa interamente nella Città metropolitana di Genova attraversando l'omonima valle; è per lunghezza il secondo corso d'acqua della città di Genova, dopo il Bisagno, e il primo per superficie del bacino idrografico.

## Geografia fisica
Il torrente nasce con il nome di Verde dal Monte Leco (1072 m s.l.m.) scorrendo per circa 8 km tra i comuni di Ceranesi e Campomorone; assume il nome di Polcevera a Pontedecimo,   in corrispondenza con la confluenza del Riccò. Da Pontedecimo alla foce la sua lunghezza è di 11 km. L'asta fluviale principale, considerando il più lungo dei suoi tributari, il Verde, ha una lunghezza complessiva di 19 km.
Il bacino idrografico ha una superficie complessiva di 140 km² e si estende con i suoi affluenti, oltre che nei comuni di Genova, Ceranesi e Campomorone, anche in quelli di Mignanego, Serra Riccò e Sant'Olcese.
Il bacino è caratterizzato da un asse principale disposto in direzione nord-sud che corre perpendicolare alla costa quasi in linea retta, aprendosi a ventaglio verso le sorgenti montane dei suoi affluenti. La massima altitudine del bacino corrisponde al Monte Taccone (1113 m s.l.m., sullo spartiacque ligure-padano.
I bacini idrografici contigui sono a ovest quelli del Chiaravagna e del Varenna, a nord Stura, Gorzente, Lemme e Scrivia, a est il Bisagno e alcuni rivi minori nelle zone di Sampierdarena e San Teodoro.

### L'alta Val Polcevera

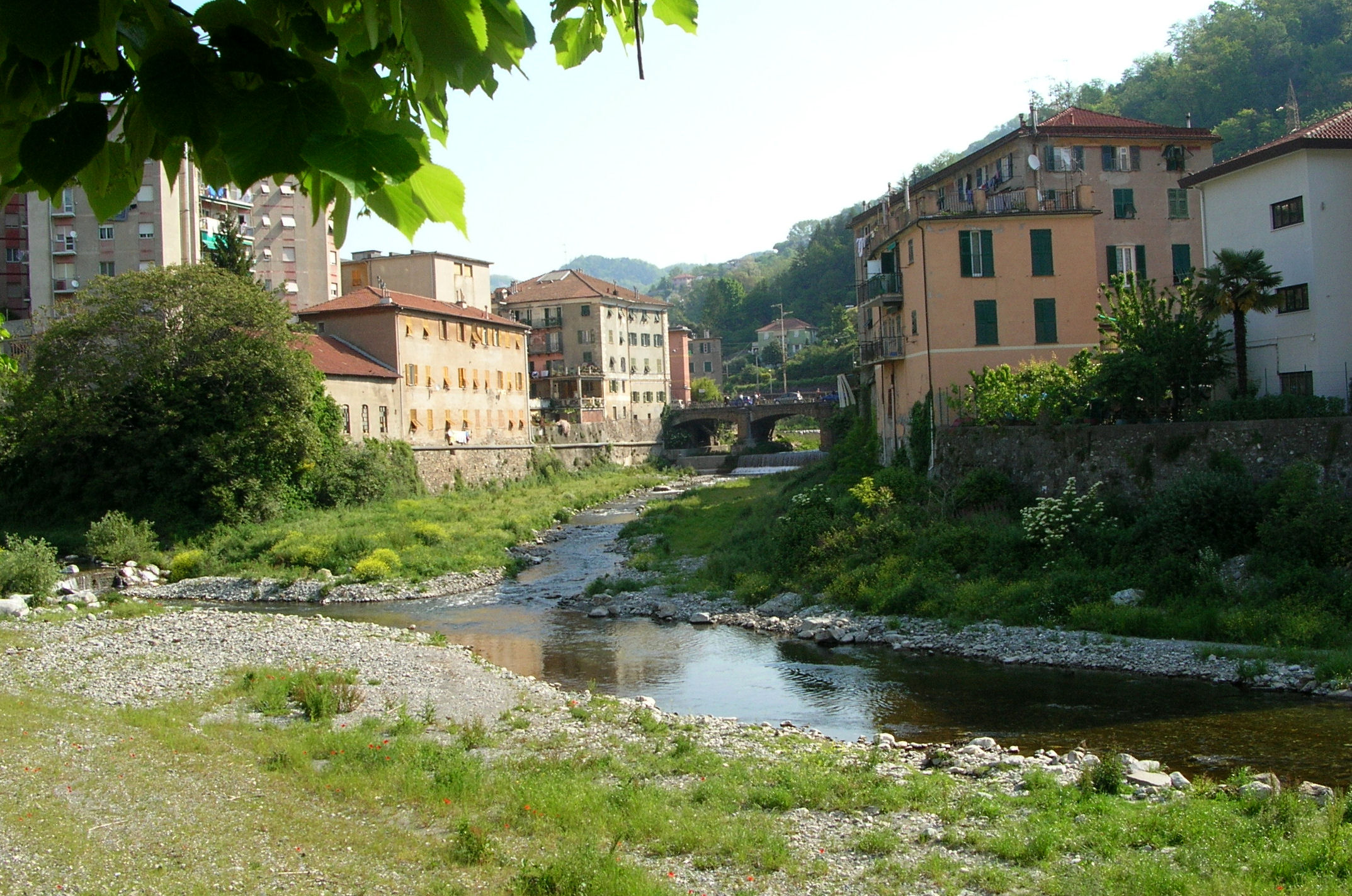
Pontedecimo: la confluenza tra i torrenti Verde (a sin.) e Riccò (a destra)

L'alta Val Polcevera comprende le valli dei torrenti Verde e Riccò, con i loro affluenti.
Scendendo dal Monte Leco, il Verde, che per un tratto del suo percorso segna il confine tra i comuni di Ceranesi e Campomorone, attraversa Isoverde (frazione di Campomorone), Campomorone, Santa Marta (sede comunale di Ceranesi) e un tratto del quartiere genovese di Pontedecimo. Dopo aver ricevuto diversi rivi (i principali sono il rio San Martino sul versante destro e il rio Gioventina sul versante sinistro), dopo un percorso di circa 8 km confluisce a Pontedecimo con il torrente Riccò, che nasce dal Bric Montaldo, nei pressi del Passo dei Giovi, e attraversa varie frazioni del comune di Mignanego.

### La bassa Val Polcevera

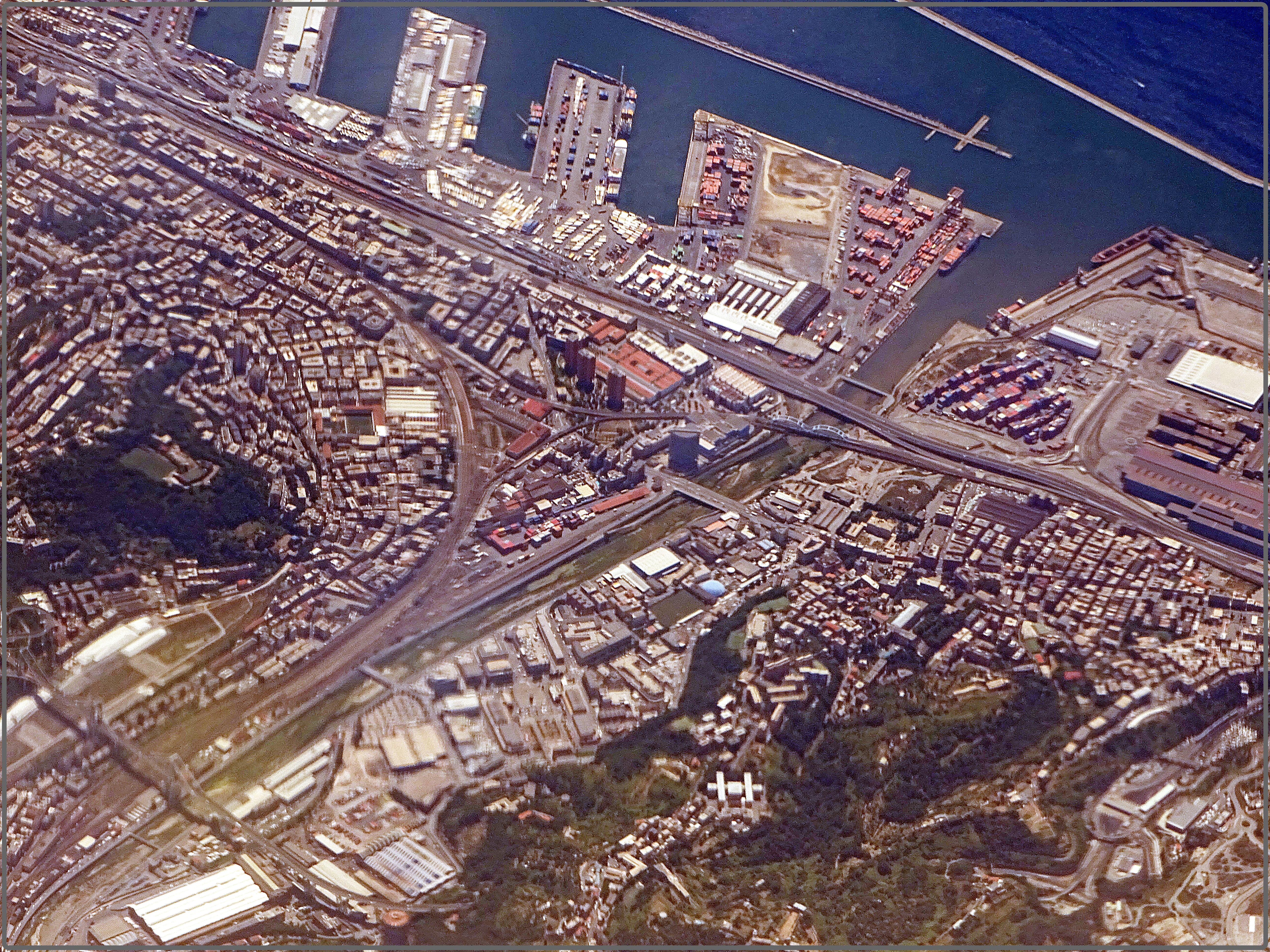
Veduta aerea del tratto terminale del Polcevera, tra i quartieri di Sampierdarena (a sin.) e Cornigliano. Nell'immagine, scattata nel 2017, in basso a sinistra è ancora presente il viadotto Polcevera, crollato nel 2018 e sostituito dal nuovo viadotto Genova San Giorgio

A valle della confluenza tra Verde e Riccò il torrente assume il nome di Polcevera e sfocia nel Mar Ligure all'interno dell'area portuale genovese tra i quartieri di Cornigliano e Sampierdarena, dopo aver attraversato Pontedecimo, Bolzaneto e Rivarolo.

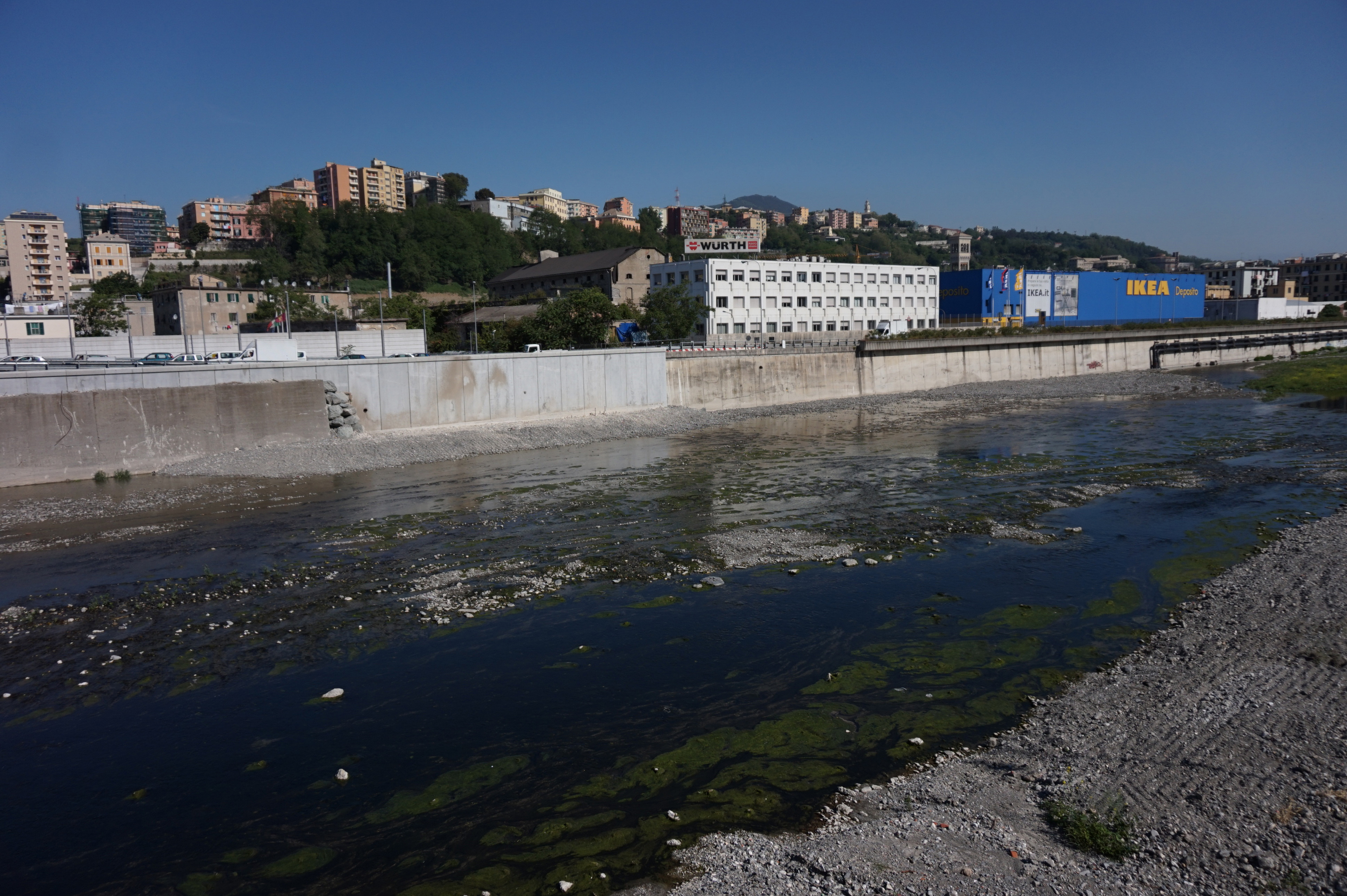
Il Polcevera a Campi. Sullo sfondo la collina di Coronata

Il tratto compreso tra Pontedecimo e la foce, un tempo caratterizzato da un ampio letto alluvionale, è oggi ristretto fra gli argini costruiti intorno alla metà dell'Ottocento in occasione dell'apertura della linea ferroviaria Genova-Torino e scorre in una zona intensamente urbanizzata tra insediamenti industriali e infrastrutture stradali e ferroviarie.
Nel corso dei millenni, l'erosione del fondale marino provocata dai sedimenti trasportati a mare dal torrente ha dato origine a uno dei due rami di un canyon sottomarino: il Canyon di Genova, che si estende per oltre 70 km nel Mar Ligure in direzione nord-sud.

## Affluenti

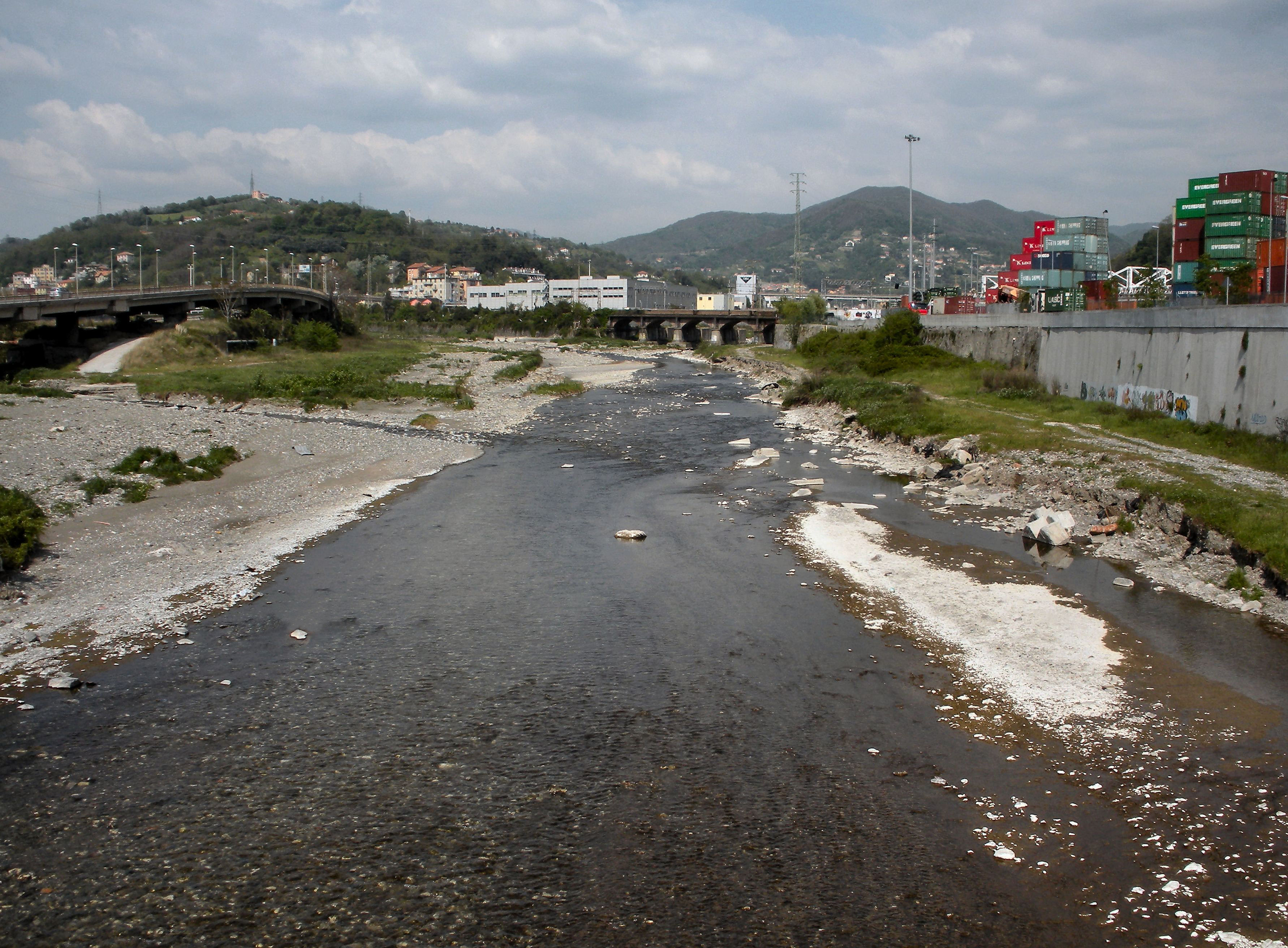
Il Polcevera alla confluenza del Secca.

Nel suo breve percorso raccoglie numerosi rivi, ma solo pochi di essi formano valli laterali di dimensioni significative; tra questi, oltre al Verde e al Riccò, si possono citare:
Sulla sinistra orografica:
- Il Secca, che attraversa diverse frazioni del comune di Serra Riccò e confluisce nel Polcevera a Morigallo, subito dopo aver raccolto le acque del Sardorella, che attraversa il territorio del comune di Sant'Olcese. Con i suoi 12 km di lunghezza e 45 km² di bacino è il maggiore affluente del Polcevera.
- Il Goresina (o Geminiano), che nasce dal versante ovest del monte dei Due Fratelli e sfocia a Bolzaneto (3 km).
- Il Torbella, che nasce dal versante sud del monte dei Due Fratelli sfocia a Rivarolo (5 km).

Sulla destra orografica:
- Il Burba, che nasce dal versante est del monte Figogna e sfocia a Bolzaneto dopo aver raccolto le acque del torrente Molinassi (4 km).
- Il Trasta, che nasce dal Bric di Teiolo e sfocia presso l’omonima località, posta tra Bolzaneto e Rivarolo (3 km).
- Il Pianego (o Fegino), che nasce dal monte Rocca dei Corvi e sfocia all'altezza di Rivarolo; l'ultimo tratto, parzialmente tombinato, delimita il lato nord degli stabilimenti Ansaldo (3 km).

## Portata
Come la maggior parte dei corsi d'acqua della Liguria, il Polcevera e i suoi affluenti sono caratterizzati da un regime torrentizio, con una portata assai modesta nei mesi estivi, tanto da essere spesso quasi in secca in questo periodo, mentre nei mesi autunnali sono possibili piene impressionanti nel giro di poche ore, eventi che hanno spesso causato in passato disastrose alluvioni, specie prima della costruzione degli argini.
La portata media annua alla foce è 4,8 m³/s, con un minimo in agosto (1,49 m³/s) e un massimo in dicembre (6,94 m³/s), che fa seguito al periodo di massima piovosità autunnale, concentrato nei mesi di ottobre e novembre. Lo sfasamento tra l'andamento delle piogge e quello delle portate è dovuto alla gradualità di rilascio delle acque da parte dei terreni e delle falde idriche.
Le portate massime di piena, calcolate con modelli matematici, risultano 1 377 m³/s con tempo di ritorno di 50 anni e 1 763 m³/s con tempo di ritorno di 200 anni.

## Inondazioni
Il Polcevera, prima della costruzione degli argini, ha provocato frequenti esondazioni nelle aree attraversate. Il Persoglio nel suo libro "Memorie della Parrocchia di Murta in Polcevera dal 1105 al 1873", elenca alcuni degli eventi alluvionali avvenuti nella zona di Bolzaneto tra il XVIII e il XIX secolo.
- 6 settembre 1746. Nel corso della guerra del 1746 un esercito austriaco era accampato nel letto asciutto del Polcevera, nella zona di Teglia, quando un improvviso acquazzone causò una piena del torrente, distruggendo molte masserizie e provocando la morte di numerosi soldati.[7]
- 15 ottobre 1777: una piena distrusse due arcate del ponte che collegava Bolzaneto con Murta e allagò la chiesa di San Francesco e il borgo antico di Bolzaneto.
- 4 settembre 1780: una piena causò tre vittime a Bolzaneto.
- 26 agosto 1834: fu l'ultimo grave episodio prima della costruzione dell'argine; le acque in piena inondarono il borgo di Pontedecimo, i cui abitanti trovarono rifugio nel convento dei cappuccini, costruito in posizione sopraelevata rispetto al torrente. A Bolzaneto fu nuovamente inondata la zona della Chiappetta (dove ci fu anche una vittima) ed altre aree nel fondovalle.

Dopo la costruzione degli argini non si verificarono più esondazioni generalizzate nelle aree di fondovalle che venivano progressivamente urbanizzate. Le piene hanno causato frane e straripamenti in zone circoscritte, causando danni causati soprattutto alle infrastrutture comprese nell'alveo del torrente.
- 1947: un'alluvione fece crollare una vecchia casa a Pontedecimo e due arcate del ponte S. Francesco a Bolzaneto.
- 7 e 8 ottobre 1970: durante l'alluvione che colpì Genova, causando 44 vittime, soprattutto in Val Bisagno, i danni nella Val Polcevera furono relativamente contenuti; grazie alla tenuta degli argini, le esondazioni furono limitate all'area industriale in sponda destra all'altezza di Campi e, nei pressi della foce, agli stabilimenti Italsider di Cornigliano. Localmente si verificarono allagamenti e piccole frane, soprattutto nelle zone di Bolzaneto, Pontedecimo e Sant'Olcese, per l'esondazione di alcuni affluenti del Polcevera.
- 23 settembre 1993: i danni furono particolarmente gravi a Pontedecimo, dove furono allagati alcuni edifici nella zona di via del Casone e piazza G. Arimondi e la furia delle acque distrusse il ponte Fratelli Dellepiane e la passerella dei Frati Cappuccini, siti l'uno poco a monte e l'altra subito a valle della confluenza tra il Verde e il Riccò, punto di nascita del Polcevera; inoltre la piena aprì una voragine nella Via V. Poggi, interrompendo a lungo il transito in quel tratto della viabilità  di sponda destra del torrente.[8][9]
- 15 novembre 2014: nel corso dell'evento alluvionale avutosi a Genova in quella giornata, piogge molto intense hanno insistito su tutto il bacino della Valpolcevera (oltre 350 mm di pioggia registrati in poche ore a Pontedecimo[10]). Il torrente è esondato a Pontedecimo, all'altezza di Piazza Arimondi, causando estesi allagamenti e gravi danni, fra cui l'apertura di un'ampia voragine nella stessa piazza. Inoltre, vicino alla foce, nell'area dei lavori in corso per il completamento della nuova viabilità in sponda destra, le acque del Polcevera sono nuovamente uscite dagli argini, seppur con minor violenza, invadendo l'area a levante di Villa Durazzo Bombrini e le adiacenti aree portuali.

## Urbanistica

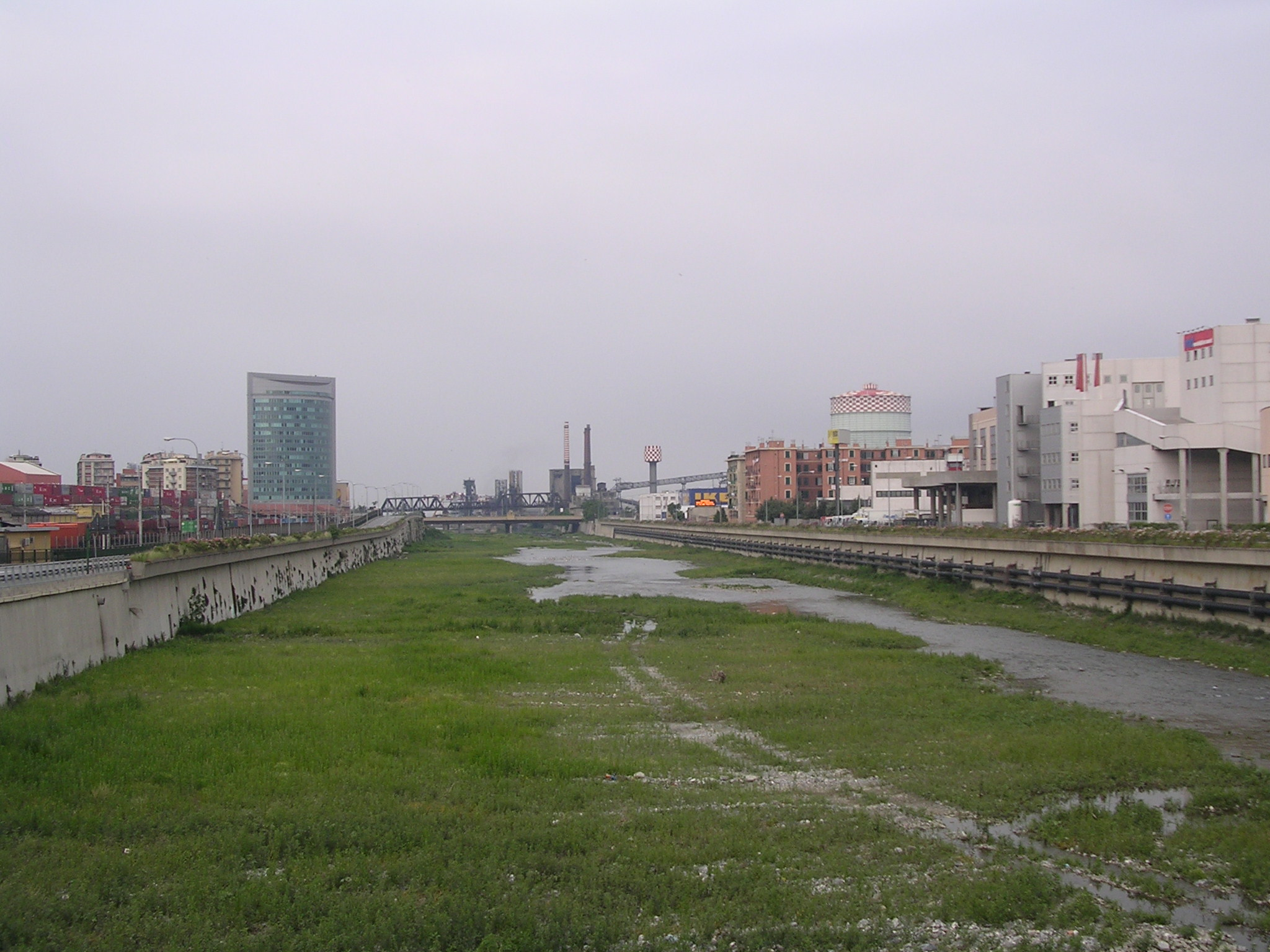
L'alveo del torrente con le acciaierie in via di demolizione.

Il Polcevera, nel tratto compreso tra Pontedecimo e la foce, scorre oggi in un'area fortemente antropizzata, tra impianti industriali e depositi petroliferi, molti dei quali dismessi o in fase di riconversione, e infrastrutture stradali e ferroviarie. L'industrializzazione della valle iniziò intorno alla metà dell'Ottocento, quando furono costruiti gli argini (1849-1853); prima di allora l'alveo del torrente occupava l'intera parte pianeggiante della valle, creando un infido terreno acquitrinoso, nel quale le acque si suddividevano in numerosi rivoli. Questa situazione per secoli aveva reso difficoltosi i collegamenti tra le due sponde, che non erano collegate da ponti e il guado era possibile solo in pochi punti.
I paesi erano costruiti lungo le vie che collegavano Genova con la pianura padana correndo sui crinali delle colline, mentre il fondovalle era scarsamente abitato, a differenza di quanto sarebbe poi avvenuto a partire dalla metà dell'Ottocento.
La costruzione dell'argine ha comportato anche una deviazione dal percorso originale all'altezza di Bolzaneto, tagliando la base della collina di Murta per un tratto di circa 500 m.
La sponda sinistra della foce (nel quartiere di Sampierdarena), già occupata dalle officine dell'Ansaldo Meccanico, è stata riconvertita, dopo la loro chiusura, in un centro commerciale, residenziale e di servizi, chiamato Fiumara, inaugurato nel 2002.

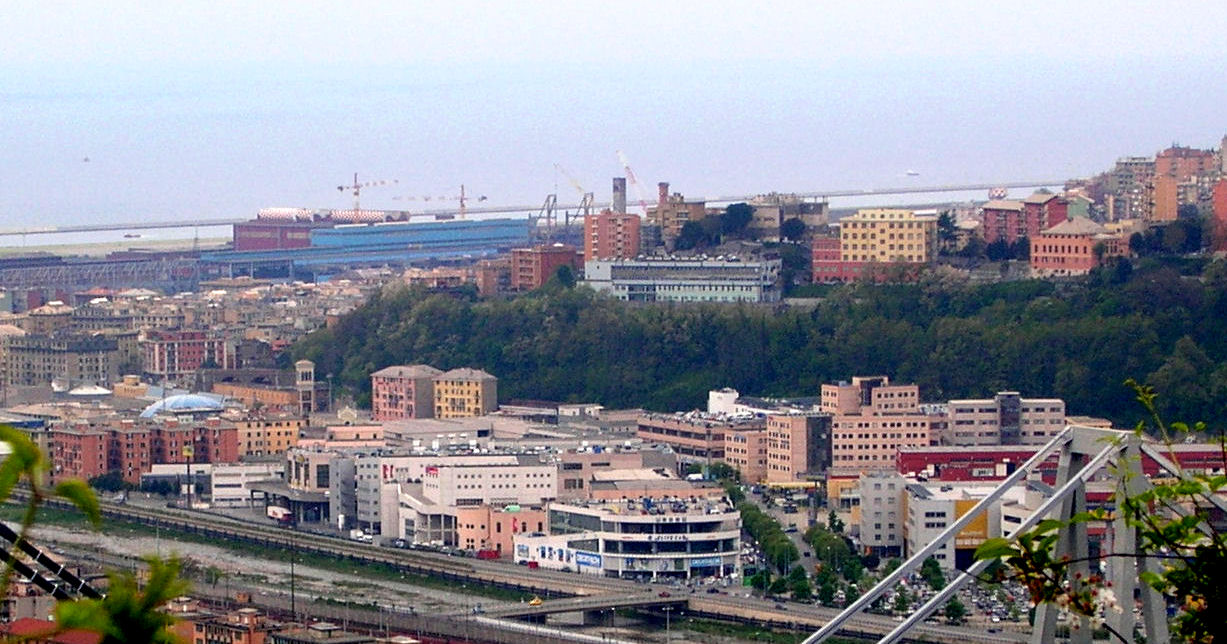
L’area commerciale e industriale di Campi, sulla sponda destra, poco prima della foce.

L'area sulla sponda destra della foce (costituita dall'imponente riempimento nel mare antistante il quartiere di Cornigliano effettuato tra il 1938 e il 1953), occupata per decenni dalla cokeria e dagli altiforni dello stabilimento Italsider (oggi ILVA), è dal 2005 oggetto di bonifica in previsione di una riconversione urbanistica di ampie dimensioni.

### Infrastrutture
Oggi le due sponde, chiuse tra gli argini, sono unite da numerosi ponti e la valle, naturale corridoio di collegamento tra Genova e la pianura Padana, è percorsa longitudinalmente dalla Strada statale 35 dei Giovi, dall'Autostrada A7, Genova-Milano, da numerose strade urbane e dalle due linee ferroviarie che portano da Genova a Milano e Torino.

#### Ponti
Il torrente, tra Pontedecimo e la foce, è scavalcato da 13 ponti stradali, 4 ferroviari (oltre ad uno di servizio, non più utilizzato, all'altezza di Trasta) e da 10 passerelle pedonali.

##### Principali ponti stradali
- Ponte della strada Guido Rossa, che collega la zona della Fiumara a Cornigliano attraversando le aree un tempo occupate dallo stabilimento siderurgico Italsider.
- Ponte del Papa[11]. Si tratta di un ponte di servizio, interno alle aree ex Italsider e non aperto al pubblico transito, ma utilizzato dai mezzi pesanti prima dell'apertura della strada Guido Rossa come alternativa alla viabilità ordinaria per evitare l'attraversamento dell'abitato di Sampierdarena.
- Ponte di Cornigliano: è uno dei più importanti; situato a poca distanza dalla foce, collega Sampierdarena con i quartieri del ponente genovese. Se ne ha notizia dal 1411, ma il primo ponte in muratura fu costruito solo nel 1550, grazie a un lascito del nobile Benedetto Gentile, in memoria di un figlio annegato nel guadare il torrente. Il 4 giugno 1800 nella cappelletta posta sul ponte fu firmata la resa dei Francesi del generale francese Massena agli Austriaci che avevano occupato Genova.
- Ponte di Rivarolo (denominato Ponte Polcevera): costruito nei primi anni del Novecento, collegava il centro del quartiere, allora comune autonomo, con Fegino e Borzoli. Fu demolito negli anni novanta e sostituito dall'attuale, che, oltre al torrente, scavalca anche la linea ferroviaria, eliminando così il passaggio a livello sulla strada di accesso.
- Ponte S. Francesco: situato all'altezza della stazione ferroviaria di Bolzaneto, fu costruito intorno alla metà dell'Ottocento, contemporaneamente alla costruzione della ferrovia; scavalca il tratto del Polcevera scavato ai piedi della collina di Murta per eliminare l'ansa formata dal torrente, sostituendo il ponte settecentesco che attraversava il tratto di greto prosciugato.
- Ponte di Morigallo (Via Angelo Scala): costruito negli anni novanta, scavalca il torrente e la linea ferroviaria ed è parte integrante dello snodo stradale che collega il casello autostradale di Bolzaneto e le provinciali di Serra Riccò e Sant'Olcese con i centri commerciali della zona di Romairone, la viabilità in sponda destra e la provinciale per il Santuario di Nostra Signora della Guardia.
- Ponte del Serro (denominato Ponte Tullio Barbieri): un tempo molto frequentato da gitanti e pellegrini che salivano al Santuario di Nostra Signora della Guardia, collegava la frazione sanquirichese del Serro con la stazione di partenza della scomparsa autoguidovia della Guardia.
- Ponte della Forestale: così denominato perché situato nei pressi della locale Unità Operativa del Corpo Forestale dello Stato, fu costruito in origine per collegare il centro di S. Quirico con la stazione ferroviaria sulla linea ‘Succursale dei Giovi”, ora dismessa.
- Ponte Ludovico Patrizi: collega le due sponde del torrente nel centro di Pontedecimo, poco a valle della confluenza tra Verde e Riccò.

##### Principali ponti ferroviari
A valle del ponte stradale di Cornigliano il torrente è scavalcato dal viadotto ferroviario sulla linea Genova-Ventimiglia, tra le stazioni di Genova-Sampierdarena e Genova-Cornigliano, percorso giornalmente da numerosi treni locali e a lunga percorrenza che collegano Genova con la riviera di Ponente, Savona, Ventimiglia e la Francia.
All'altezza di Rivarolo si trova il viadotto, costruito negli anni sessanta del Novecento, che collega direttamente, tramite una galleria, la stazione di Genova Principe alla succursale dei Giovi, percorso dai treni a lunga percorrenza per Milano e Torino.

#### Autostrade

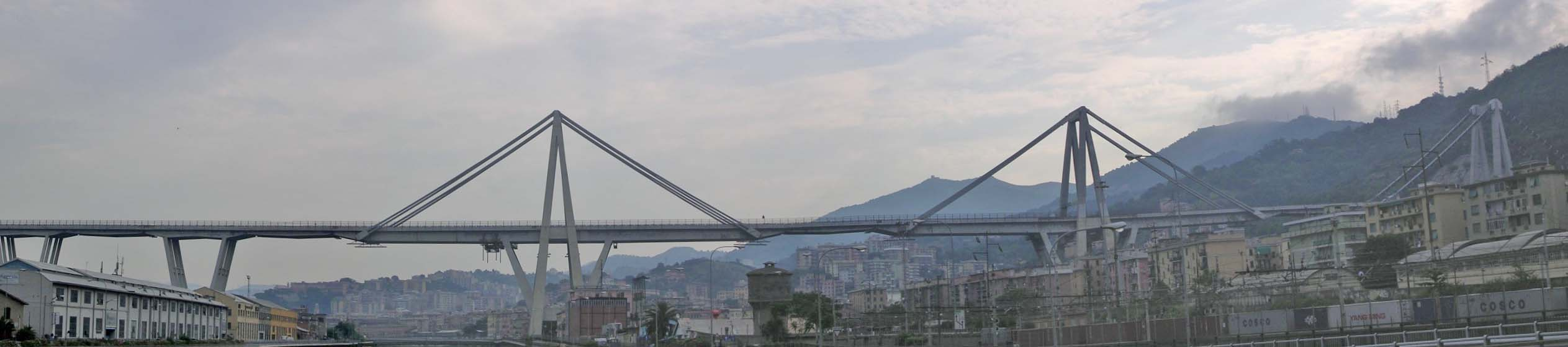
Il Viadotto Polcevera

Circa un km prima della foce il suo alveo e l'intera valle venivano scavalcati dal Viadotto Polcevera dell'Autostrada A10, Genova - Ventimiglia, un'imponente struttura lunga 1 182 metri, alta 90, in parte sostenuta da stralli, progettata dall'ingegnere Riccardo Morandi e inaugurata nel 1967. La porzione del ponte che sovrasta il torrente è crollata il 14 agosto 2018 provocando 43 morti e un numero imprecisato di feriti. Il ponte era oggetto da diversi anni di polemiche sulla sua manutenzione e sicurezza. Gli ultimi piloni superstiti sono stati abbattuti con una carica esplosiva il 28 giugno 2019.

#### Strade

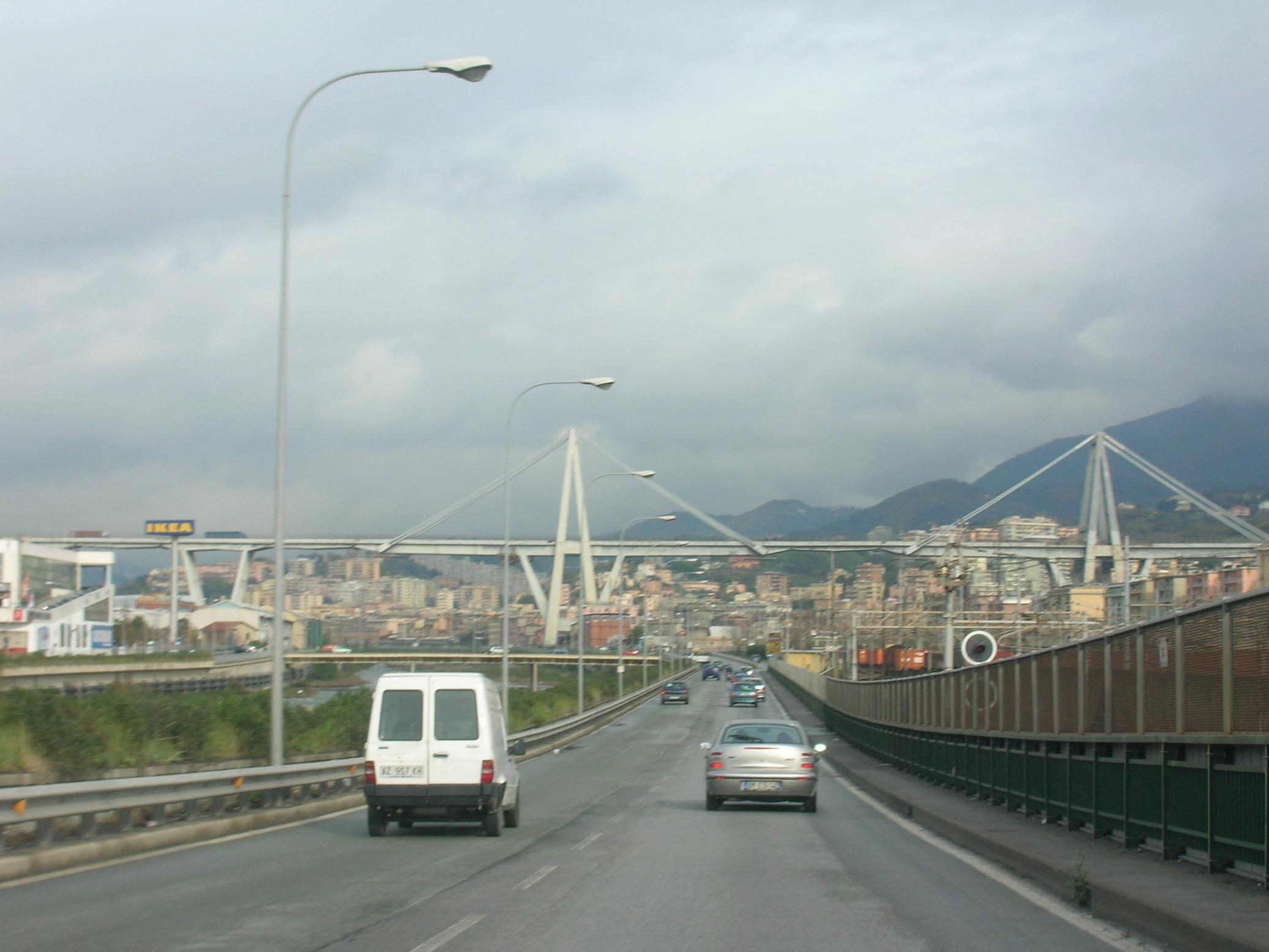
La strada in sponda sinistra all'altezza di Campi.

Gli argini del torrente nel tratto urbano sono percorsi da due strade a scorrimento veloce; quella in sponda destra collega Pontedecimo con il ponte di Cornigliano: il primo tratto, da Pontedecimo a Trasta, fu aperto negli anni ottanta allargando e razionalizzando la precedente viabilità locale ed è a doppio senso di circolazione. Il tratto da Trasta a Cornigliano, a senso unico in direzione mare, costruito ex novo lungo l'argine del torrente, è stato aperto nel 2010. La strada in sponda sinistra, a senso unico in direzione monte, fu inaugurata negli anni novanta e collega il ponte di Cornigliano a Teglia, dove scavalca il torrente, proseguendo verso Pontedecimo sulla strada in sponda destra.

#### Ferrovie

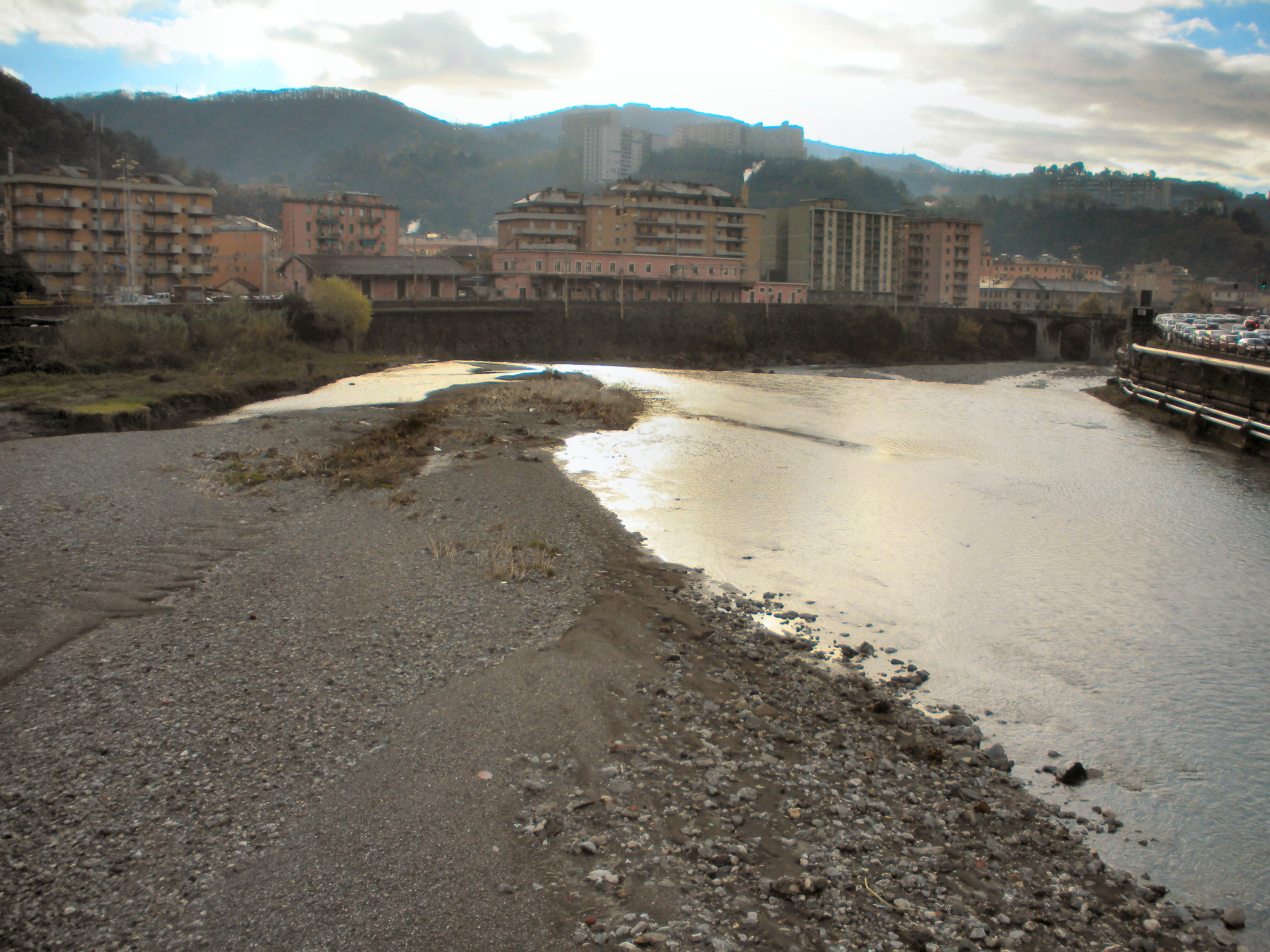
Il Polcevera all'altezza della stazione ferroviaria di Bolzaneto.

La linea ferroviaria dei Giovi, aperta nel 1853, da Sampierdarena fino a San Quirico corre sull'argine sinistro del torrente, dove si trovano anche le stazioni di Genova-Rivarolo, Genova-Bolzaneto e Genova San Biagio, e poco oltre Genova-Pontedecimo. Questa linea è percorsa quasi esclusivamente da treni regionali che collegano la stazione di Genova Brignole con il Basso Piemonte (Alessandria, Arquata Scrivia, Novi Ligure) e con Busalla.
I treni a media e lunga percorrenza per Milano e Torino, invece, vengono instradati sulla linea succursale dei Giovi, costruita negli anni ottanta dell'Ottocento, che risale longitudinalmente la Valpolcevera sul versante destro, superando con tre viadotti in mattoni a più arcate altrettanti emissari del Polcevera: Trasta, Burba e Verde; quest'ultimo, con le sue venti arcate caratterizza il panorama di Pontedecimo.

## Fauna

### Pesci
Nonostante indagini dell'ARPAL abbiano evidenziato un certo livello di inquinamento delle acque, anche se in miglioramento dopo la chiusura degli insediamenti industriali più inquinanti, nel basso corso del torrente risultano molto abbondanti i cefali e più a monte i cavedani, specie ittiche in grado di sopravvivere anche in ambienti moderatamente inquinati.
Presso l'abitato di Pontedecimo nel torrente sono presenti anche queste specie ittiche: barbi, vaironi, anguille, alcune trote fario e iridee. In quasi tutti gli affluenti è presente la trota fario di ceppo sia atlantico che autoctono.

### Volatili

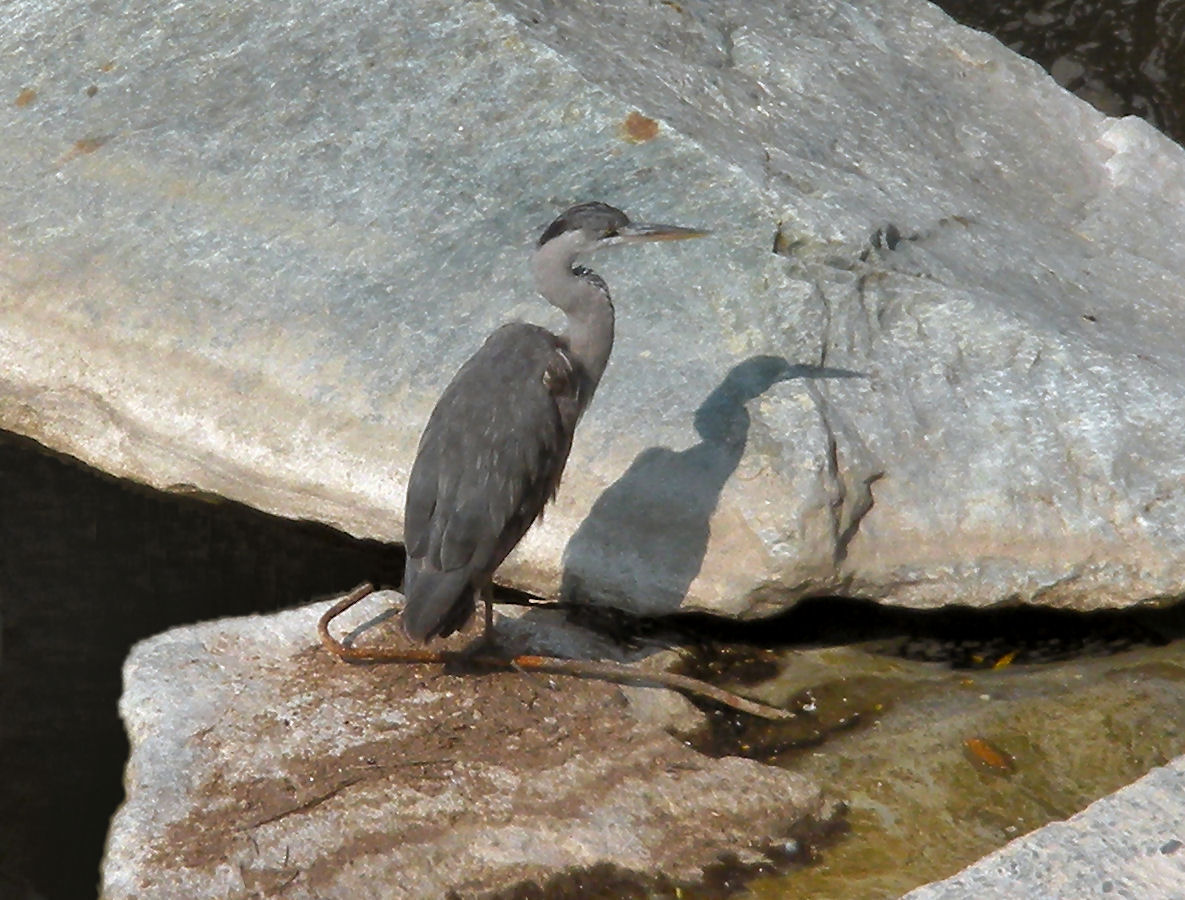
Airone cinerino nel Polcevera nei pressi di Bolzaneto.

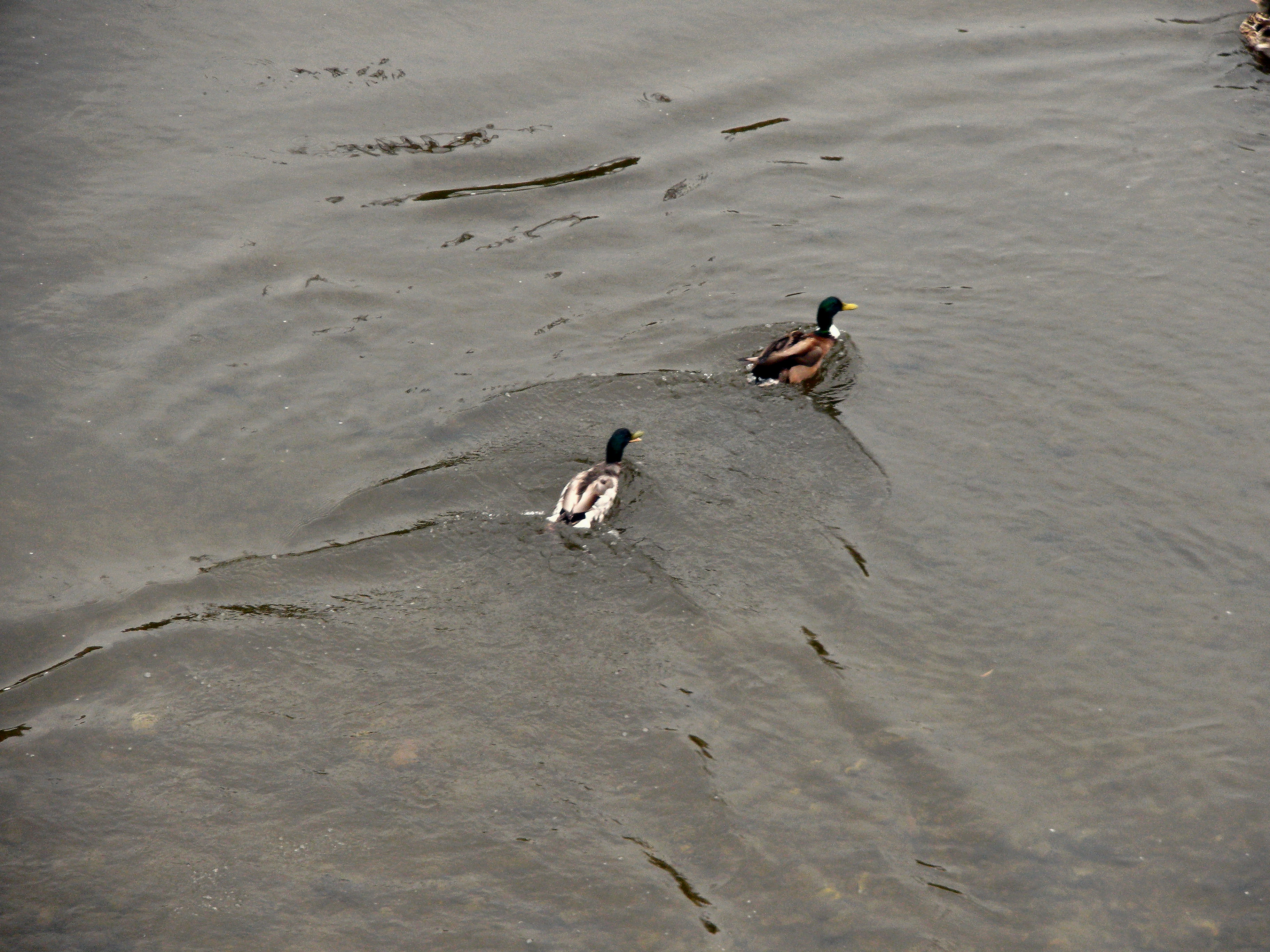
Germani reali nel Polcevera all'altezza di Trasta.

Lungo il corso del torrente sono presenti varie specie di volatili quali l'airone cinerino, il gabbiano comune, il germano reale, il corriere piccolo, la garzetta, il cormorano e la gallinella d'acqua; occasionalmente si possono osservare anche coppie di fagiani.
Il corso del Polcevera costituisce una delle più importanti rotte migratorie per gli uccelli che dall'Africa si spostano alle pianure europee e viceversa e numerose specie migratrici vi sostano durante il loro viaggio verso le aree di riproduzione e svernamento; infatti nonostante il torrente scorra in zone densamente abitate e industrializzate, è nello stesso tempo una delle poche aree di sosta con un'adeguata disponibilità di cibo, data l'alta concentrazione di pesci.
Per alcune specie, come gli aironi, la sosta nei pressi della foce del Polcevera è una scelta quasi obbligata, non esistendo nei dintorni altre aree umide di una certa estensione.

## Storia
Il torrente diede il nome tra il 2 dicembre 1797 e il 28 aprile 1798 al Département du Polcevera o Dipartimento della Polcevera, una delle unità amministrative nelle quali era suddivisa la Repubblica Ligure, che aveva per capoluogo Rivarolo.